# Раханч

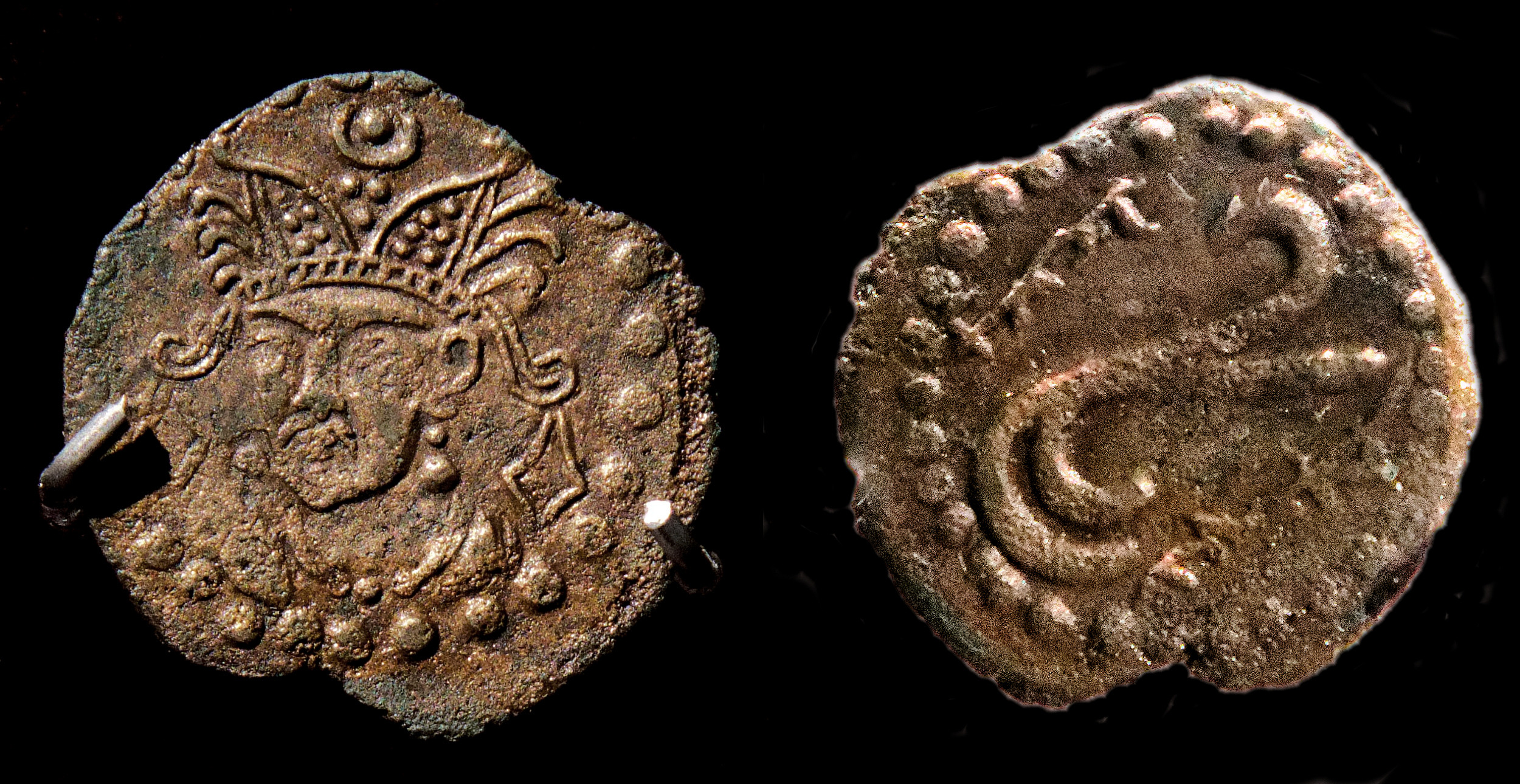
Монета с именем Раханча, согдийского владыки княжества Уструшана. На реверсе — символ тамги с именем. Раскопки во дворце Кала-и Кахкаха I, Бунджикат. VII век н. э., Национальный музей древностей Таджикистана (RTL 213)

Раханч (согд. rγ’nc) был согдийским афшином (правителем) княжества Уструшана, современный Таджикистан, в VII веке нашей эры, в период между 600 и 720 годами нашей эры.
Некоторые его монеты, обнаруженные в руинах дворца Кала-и Кахкаха I в Бунджикате, сейчас находятся в Национальном музее древностей Таджикистана. Некоторые его монеты, в некоторых случаях носящие символ христианского равностороннего креста, также были найдены в районе Чача вместе с другим правителем по имени Сатачари.
Его правление приходится на период между падением Кушанского царства в IV веке и мусульманским завоеванием Трансоксианы в VIII веке, когда согдийская культура распространилась в Средней Азии.
Раханч был членом Первой династии правителей Уструшаны, правившей с 600 по 720 год нашей эры. Его правителями были по порядку: Чирдмиш, Сатачари I, Раханч I, Сатачари II, Сатачари III, Раханч II, Раханч III. 
Вторая династия правила между 720 и 894 гг. н. э., пока княжество не было захвачено государством Саманидов. Ко Второй династии относятся правители Харабугра (720-738 гг.), Ханахара (738-800 гг.), Кавус (800-825 гг.), Хайдар (аль-Афшин) (825-840 гг.), Хасан (840-860), Абдаллах (860-880), Сайр (880-893/894).

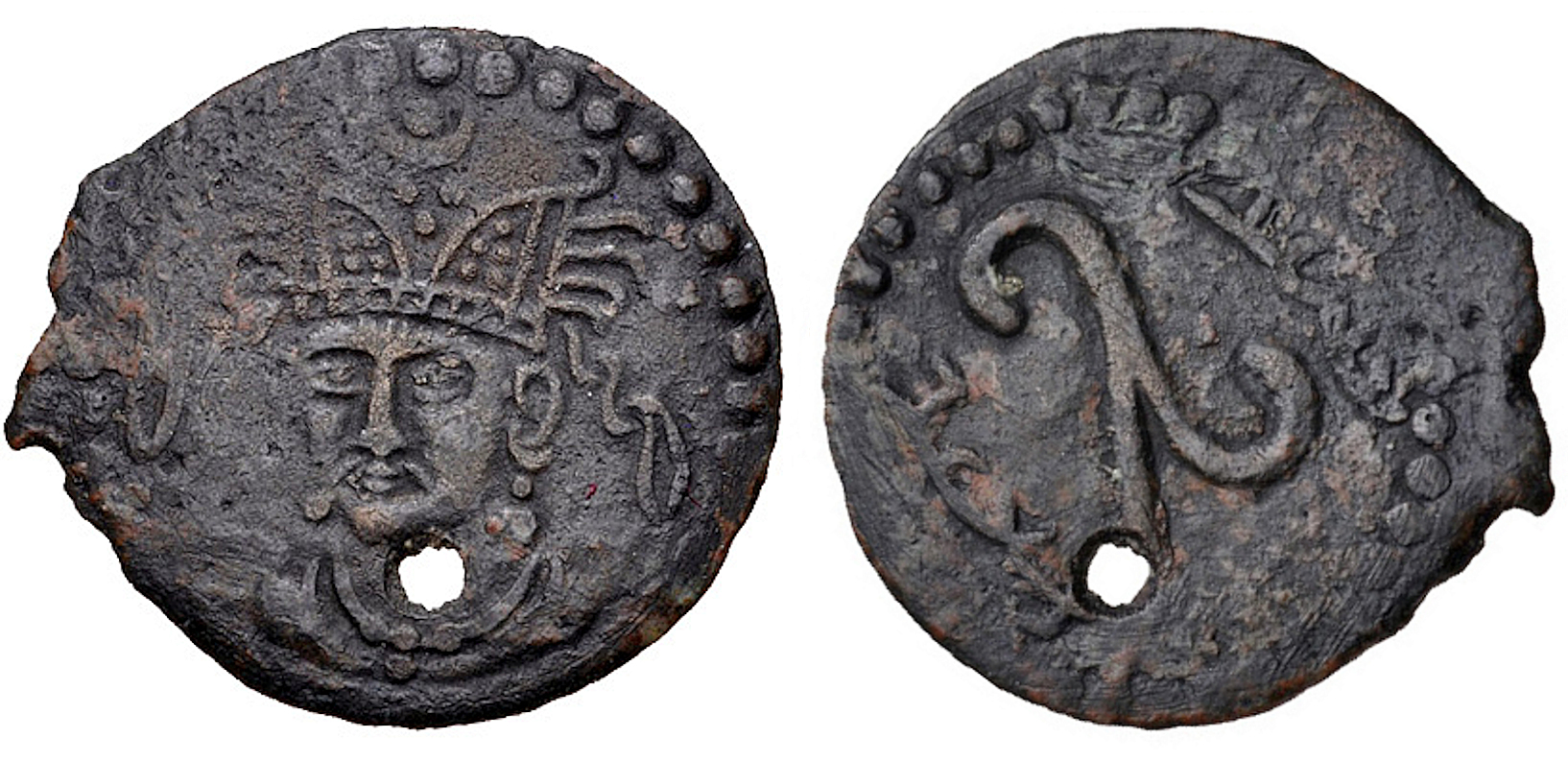
Ещё одна монета Раханча, Уструшана, около 600-725 гг. н. э. В ней были отверстия для подвески.